# Кенес (Меркенский район)
Кенес (каз. Кеңес) — село в Меркенском районе Жамбылской области Казахстана. Административный центр Кенесского сельского округа. Находится примерно в 27 км к северо-востоку от районного центра, села Мерке. Код КАТО — 315437100.

## Население
В 1999 году население села составляло 2343 человека (1180 мужчин и 1163 женщины). По данным переписи 2009 года, в селе проживали 2332 человека (1196 мужчин и 1136 женщин) основную часть жителей село (96%) составляют Ботбай .